# DB Energie
Die DB Energie GmbH ist eine Tochtergesellschaft der Deutschen Bahn AG, deren Aufgabenfeld in der Erzeugung, Beschaffung und Bereitstellung von Energieträgern, hauptsächlich Strom und Diesel, aber auch von Erdgas, Heizöl und Fernwärme liegt. Das Unternehmen betreut neben dem DB-Konzern auch andere Kunden aus Industrie und Gewerbe sowie Privathaushalte. Die Instandhaltung, Planung und Errichtung von energietechnischen Einrichtungen, wie z. B. Zugvorheizanlagen, gehört ebenfalls zum Aufgabengebiet.

## Geschichte
Am 29. November 1996 wurde der Unternehmensbereich Bahnstrom in die DB-Energieversorgungs GmbH & Co. KG (Kurzform DBEnergie) als rechtlich unabhängige Gesellschaft ausgegründet, die am 1. Januar 1997 den Betrieb aufnahm. Am 11. Dezember 1998 wurde das Unternehmen in DB Energie umbenannt. Zum 1. Januar 2000 übernahm die Gesellschaft die Energieversorgung von Bahnhöfen und Betriebsstellen, am 1. Januar 2001 auch die Dienste der DB Tank Service. Seit 1. Januar 2006 übernimmt das Unternehmen auch die konzerninterne Versorgung mit Gas und Wärme.
Um 1997 plante der DB-Konzern, die Energiesparte zu veräußern. Nach einer Reorganisation von DB Energie wurden diese Pläne später verworfen.
Ende 2000 kündigte das Unternehmen an, zukünftig Strom an der Frankfurter Strombörse zu kaufen und zu verkaufen. Gleichzeitig sollte sich das Unternehmen von Vollversorgungsverträgen lösen.
2002 erwirtschafte das Unternehmen mit rund 1940 Mitarbeitern 1,3 Milliarden Euro Umsatz. 2003 erhielt es 74 Millionen Euro Fördermittel für den Ausbau der Energieversorgungsanlagen. Im November 2003 zählte das Unternehmen 35 Kunden, die nicht zum DB-Konzern gehörten.
Im Jahr 2013 übernahm das Unternehmen die Bahnstromversorgungsanlagen der S-Bahn Berlin von DB Netz. Hierzu gehören u. a. 86 Gleichrichterwerke und 720 Kilometer Mittelspannungskabel.

## Betrieb
Das Unternehmen hat ca. 13.000 Gewerbekunden an 5600 Bahnhöfen und ist Deutschlands fünftgrößter Energieversorger.

### Bahnstrom

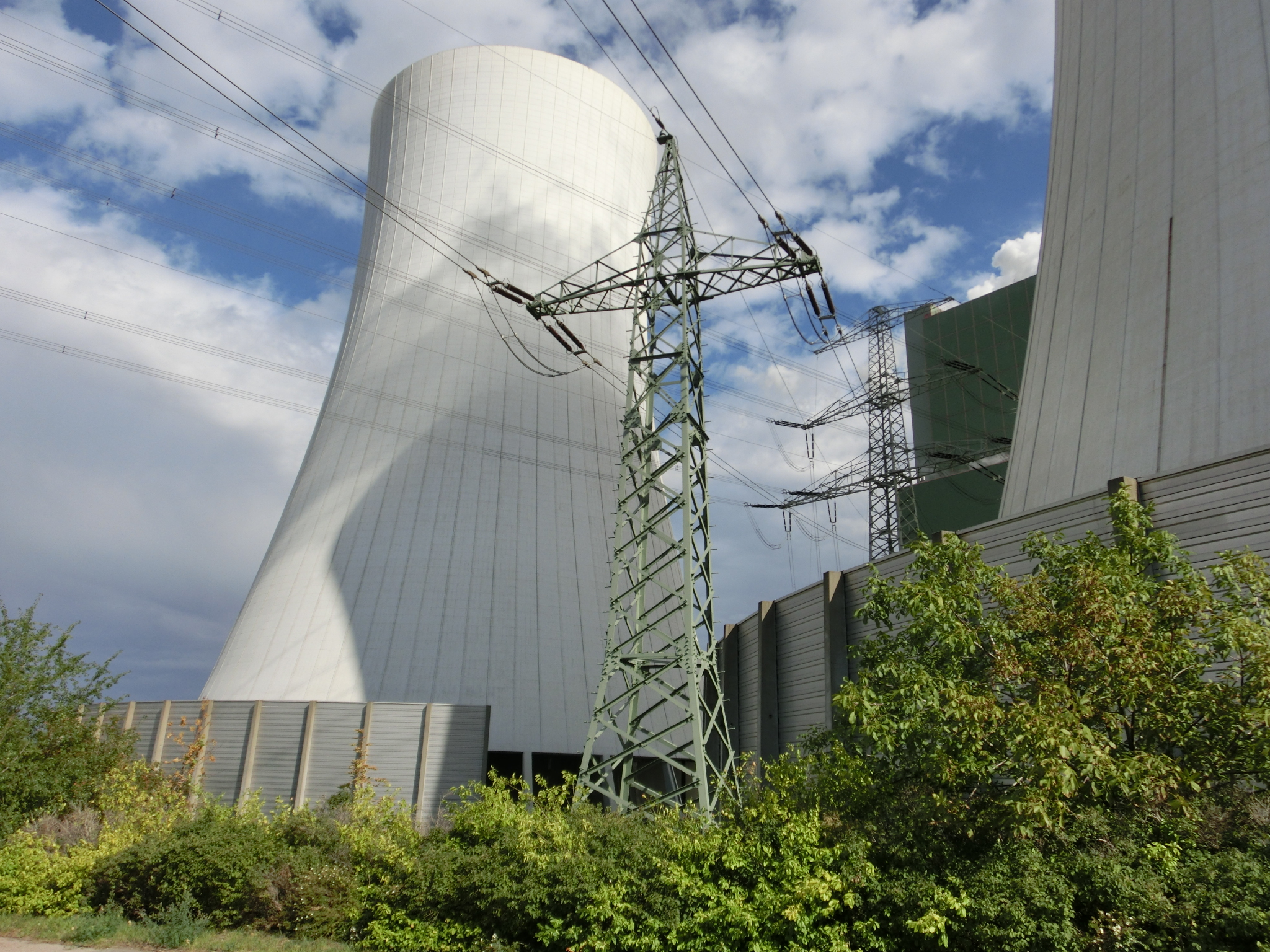
Bahnstromenergiebezug aus einem Kraftwerk

Der sogenannte Bahnstrom wird den Zügen der Deutschen Bahn und anderen Eisenbahnverkehrsunternehmen in einem Einphasen-Stromnetz als Wechselstrom mit 15 kV und 16,7 Hz zur Verfügung gestellt – im Unterschied zu dem Dreiphasen-Drehstromnetz für Industrie- und Haushaltsanwendung mit üblicherweise 50 Hz.
Der deutschlandweite Energietransport wird über ein eigenes 7.956 km langes 110-kV-Hochspannungsnetz abgewickelt. Die Abgänge aus den 190 Unterwerken bilden eine Eigentumsgrenze zwischen DB Energie und DB InfraGO.
Neben der Energieerzeugung in eigenen Bahnkraftwerken ist das Stromnetz der Deutschen Bahn über Bahnstromumformerwerke und -umrichterwerke mit dem öffentliche 50-Hz-Stromnetz verbunden. Über diese kann die DB Energie zusätzliche Leistung beziehen beziehungsweise überschüssige Leistung in das öffentliche Drehstromnetz einspeisen.
Aus der Hauptschaltleitung (HSL) in Frankfurt am Main werden die rund 190 Unterwerke und 53 Erzeugerwerke überwacht. Eine Ersatzschaltleitung ist in Limburg an der Lahn eingerichtet. Die HSL steuert das Hochspannungsnetz und koordiniert die Bahnstromerzeuger. Ferner gibt es sieben regionale Zentralschaltstellen (Zes) (Berlin, Borken (Hessen), Karlsruhe, Köln, Lehrte, Leipzig, München), die für die Betriebsführung der Oberleitung zuständig sind und u. a. die 83.500 dort installierten Schalter bedienen. Für die Energieversorgung der beiden Gleichstrom-S-Bahn-Netze in Berlin und Hamburg betreibt DB Energie zwei weitere Leitstellen. Umformer und Umrichter werden von fünf Maschinenleitständen (Berlin, Lehrte, Köln, Borken (Hessen), Karlsruhe) gesteuert.
Die Abrechnung der Traktionsenergie bei elektrischen Fahrzeugen erfolgt über in die Fahrzeuge eingebaute elektronische Energiezähler. Die verbrauchte oder zurückgespeiste Energie wird über ein GSM-Modem von der Zentrale aus fernausgelesen. Gelieferte Traktionsenergie wird nach dem Bahnstrompreissystem abgerechnet.
Der jährliche Bahnstrombedarf liegt bei rund elf Terawattstunden, was dem Jahresverbrauch einer Metropole wie Berlin entspricht. 90 % der elektrischen Traktionsenergie (Stand: 2003) werden aus dem bahneigenen 16,7-Hz-Netz gedeckt, darüber hinaus werden zur Abdeckung von Bedarfsspitzen 10 % aus dem öffentlichen 50-Hz-Netz bezogen. Binnen weniger Sekunden treten im 110-kV-Bahnstromnetz Bedarfsschwankungen von bis zu 300 Megawatt auf.
Die Deutsche Bahn deckte im Jahr 2023 68,0 Prozent des Bahnstrombedarfs aus erneuerbaren Quellen, 2,0 Prozent aus Kernenergie, 21,0 Prozent aus Kohle, 8,0 Prozent aus Erdgas, sowie 1,0 Prozent aus sonstigen Quellen. 2013 stammten knapp 10 % des Bahnstroms aus Wasserkraftwerken in Deutschland. Zukünftig soll der Anteil nachhaltig erzeugten Stroms weiter ausgebaut werden. So schloss DB Energie zur Lieferung von Strom aus Wasserkraftwerken Verträge mit RWE (900 Millionen kWh/Jahr), E.ON (600 Millionen kWh/Jahr) und der österreichischen Verbund AG (300 Millionen kWh/Jahr) ab. Hierdurch soll der Anteil des Bahnstroms aus Wasserkraft auf über 20 % gesteigert werden. Ab 2023 sollten jährlich 190 Gigawattstunden Energie aus einem Wasserkraftwerk im Süden Norwegens abgenommen und über die Seekabelverbindung NordLink übertragen werden. Im Rahmen eines Pilotprojekts mit dem Übertragungsnetzbetreiber Tennet soll im ersten Quartal 2024 Strom aus erneuerbaren Quellen in Norddeutschland, den das öffentliche Netz nicht mehr aufnehmen kann, in das Bahnstromnetz eingespeist werden.
Die Versorgungssicherheit lag 2019 bei 99,99 %. Im Jahresvergleich sank der Absatz an Traktionsenergie um 3,1 Prozent. 2020 ging der Absatz um weitere 9,1 Prozent, auf 7263 Gigawattstunden, zurück. Weitere 1985 GWh Traktionsenergie wurden durchgeleitet.
Am Morgen des 23. März 2022 wurde in weiten Teilen Deutschlands der Schienengüterverkehr weitgehend eingestellt, nachdem es in Folge von Wartungsarbeiten in verschiedenen Kraftwerken und einem anschließenden Kraftwerksausfall zu einer drohenden Unterversorgung des Bahnstromnetzes kam. Laut Angaben der Deutschen Bahn „erfolgte ab ca. 6:30 Uhr ein ungewöhnlich starker Lastanstieg um ca. 170 Megawatt über dem üblichen Lastverlauf“. Es sei bei geplanten Wartungsarbeiten zu technischen Schwierigkeiten gekommen. Die Störung sei in weniger als zwei Stunden behoben worden. Die Bundesnetzagentur hat Ermittlungen aufgenommen. Laut Angaben der Behörde sei es gegen 6:30 Uhr „wegen eines kurzfristigen störungsbedingten Ausfalls von Bahnstromerzeugern/Umrichtern“ zu dem Vorfall gekommen. Zudem sei es „zu einem unerwartet hohen Lastanstieg entgegen der Prognosen bezüglich des benötigten Bahnstromes“ gekommen. Der Schienengüterverkehr sei „insbesondere wegen des vergleichsweise hohen Energieverbrauchs pro Zug im Vergleich zu den anderen Verkehrsarten und der Anzahl der verkehrenden Züge gewählt“ worden. Laut einem Medienbericht sei eines der beiden Kraftwerke das Atomkraftwerk Neckarwestheim. Laut DB wurden ab ca. 7:30 Uhr Güterzüge in allen Regionen Deutschlands vorübergehend angehalten. Ab 8:10 Uhr hätten sie gestaffelt weiterfahren können. Ab 8:40 Uhr sei wieder der normale Eisenbahnbetrieb durchgeführt worden. Laut DB habe es „seit Beginn des Jahres 2021 keine ähnlichen Vorfälle gegeben“.

### Weitere Leistungen
Zur Versorgung von Weichen, Signalanlagen, Betriebswerken, Bahnhöfen und Verwaltungsgebäuden betreibt die Deutsche Bahn rund 100 dezentrale 50-Hz-Netze, deren Energie überwiegend dem öffentlichen Netz entnommen wird. Acht Leitstellen schalten und überwachen diese Netze.
Das Unternehmen betreibt bundesweit 190 Tankstellen, über die täglich rund 10.000 mit Dieselkraftstoff befeuerte Zugfahrten versorgt werden. Pro Jahr setzt DB Energie mehr als 450 Millionen Liter Diesel ab. Darüber hinaus stellen die Tankstellen Heiz- und Motoröl, Sand sowie die Harnstofflösung AUS 32 zur Abgasnachbehandlung bereit. Auch mehr als 200 Eisenbahn-Verkehrsunternehmen, die nicht zum Deutsche-Bahn-Konzern gehören, nehmen diese Leistungen in Anspruch.

### Privat- und Geschäftskunden
Zum 28. Juni 2017 stieg DB Energie in das Privatkundengeschäft unter der Marke DB Strom ein und belieferte bundesweit Haushaltskunden mit Ökostrom über das Netz des örtlichen Versorgers. Das Angebot wurde zum 30. November 2024 eingestellt.
Angebote für Geschäftskunden werden unter der Marke DB Energie vermarktet.